# Dipartimento di Mayo-Banyo
Il dipartimento di Mayo-Banyo è un dipartimento del Camerun nella regione di Adamaoua.

## Centri abitati
Il dipartimento è suddiviso in 3 comuni:
- Bankim
- Banyo
- Mayo-Darlé